# 마리오 밴 피블스
마리오 밴 피블스(Mario Van Peebles, 1957년 1월 15일 ~ )는 미국의 배우이자 영화 감독이다.

## 작품 목록

### 감독
- 《뉴 잭 시티》 (1991년)
- 《Posse》 (1993년)
- 《Panther》 (1995년)
- 《Gang in Blue》 (1996년)
- 《Love Kills》 (1998년)
- 《Baadasssss!》 (2003년)
- 《Hard Luck》 (2006년)
- 《Redemption Road》 (2010년)
- 《All Things Fall Apart》 (2011년)
- 《We the Party》 (2012년)
- 《Red Sky》 (2014년)
- 《USS 인디애나폴리스: 용기의 사나이》 (2016년)
- 《암드》 (2018년)
- 《Salt-N-Pepa》 (2021년)

### 출연
- 《테이큰 하드체이싱》 (2020년) - 음자모 역